# Mienette van der Chijs
Anna Maria Margaretha van der Chijs vooral bekend als Mienette Storm-van der Chijs (Delft, 26 augustus 1814 – aldaar, 1 januari 1895), was wereldreizigster, sociaal hervormster en publiciste. 

## Jeugd

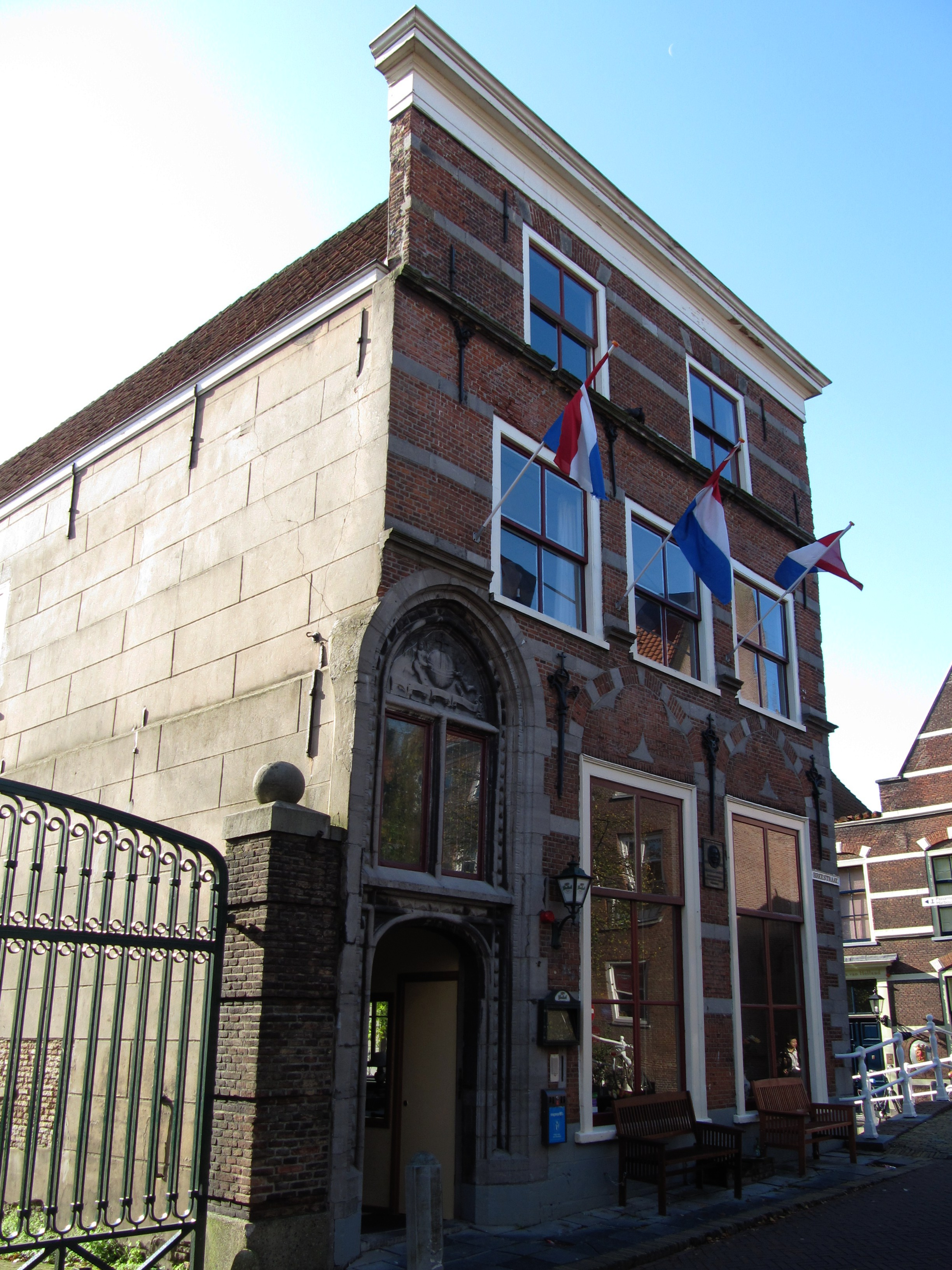
Geboortehuis

Van der Chijs was het jongste kind en de enige dochter van koopman Jacobus van der Chijs (1776-1833) en generaalsdochter Anna Susanna Bagelaar (1778-1846). De familie woonde in huis 'De Werelt' aan de Breestraat. Een plaquette van haar hangt nog aan de gevel van de Breestraat 1. Na een schoolopleiding kreeg ze vanaf haar veertiende jaar privéonderwijs in talen, muziek en tekenen. Ze brak met haar verloofde omdat deze aan zijn atheïstische levensbeschouwing vasthield. Op 29 januari 1845 trouwde ze in Delft met de predikant Willem Storm (1808-1845) die toen juist van Delft naar Utrecht was verhuisd. Storm overleed twee maanden later; het huwelijk bleef kinderloos. Als 'Weduwe Storm' keerde ze terug naar Delft en trok daar in bij haar moeder. Toen haar moeder een jaar later overleed betrok Van der Chijs een kleinere woning aan de Voorstraat 22 en 48. Vanaf 1856 woonde ze op een bovenwoning aan de Verwersdijk 1. Naast de huizen erfde ze een aanzienlijke hoeveelheid aandelen en obligaties. De rest van haar leven was ze financieel onafhankelijk.

## Wereldreizen

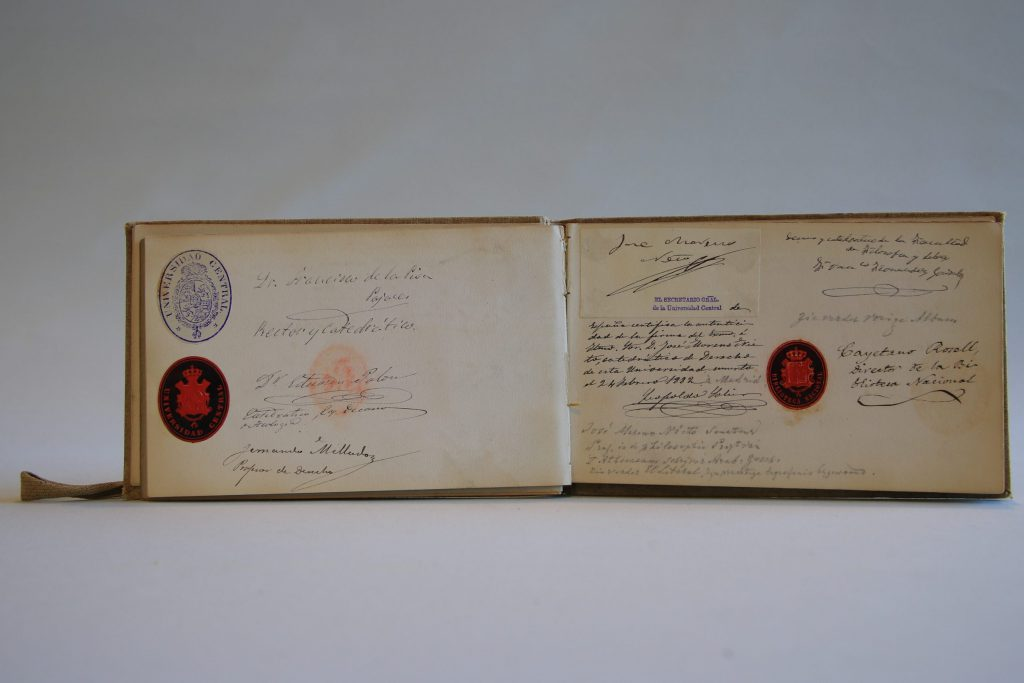
Reisboekje met opdrachten uit Portugal en Spanje

Met haar kamenierster Maria van den Bosch maakte ze reizen door heel Europa, Afrika en Amerika. In haar albums liet ze vooraanstaande personen die ze ontmoette opdrachten en handtekeningen schrijven. In Zuid-Afrika en Tennessee stichtte zij kolonies voor Nederlandse weeskinderen die daar een nieuw bestaan konden opbouwen. Op haar reizen maakte ze kennis met Lucretia Mott en andere leden van de Amerikaanse vrouwenbeweging. Ze bezocht in New York het Cooper Institute dat beroepsopleidingen bood aan duizenden jonge mannen en vrouwen. Ze nam uitheemse planten en enkele nieuwe gewassen mee naar Delft zoals de Mexicaanse aardappel en wilde rijst uit Wisconsin.

## Onderwijs en emancipatie

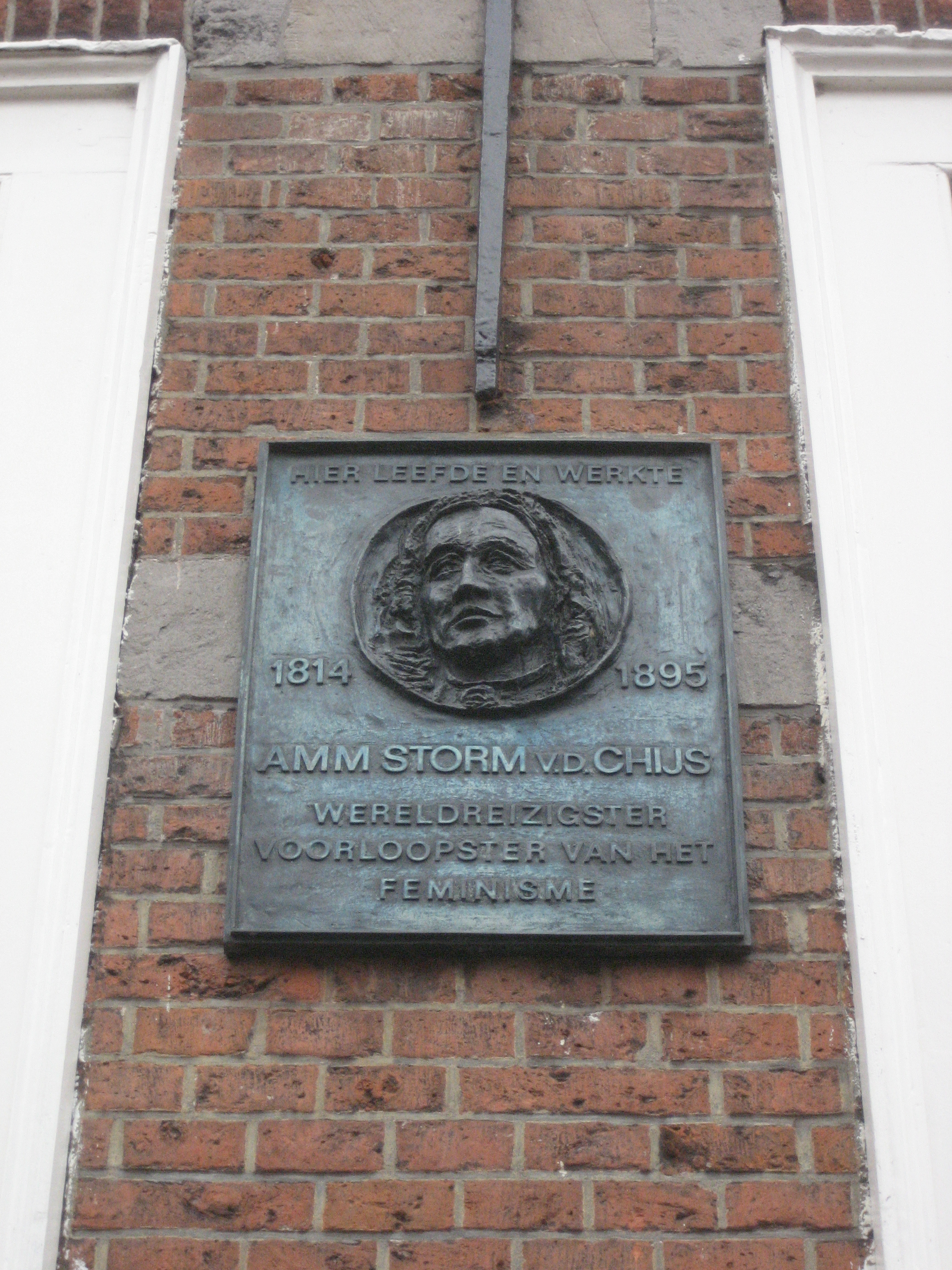
Plaquette in Delft

Van der Chijs was baanbrekend voor de vrouwenbeweging. Over de opkomende vrouwenbeweging dacht ze anders dan Elise van Calcar (1822-1904), die meisjesonderwijs wilde richten op de meer traditionele vrouwentaken. Hun openbare discussies behoorden tot de eerste van de negentiende-eeuwse vrouwenbeweging. Op de vereniging Arbeid Adelt was ze kritisch. Van der Chijs was lid van de hervormde vrouwenvereniging Dorcas in Delft. Deze verleende steun aan behoeftige weduwen, alleenstaande vrouwen en grote gezinnen. Enerzijds door het verstrekken van levensmiddelen, kleding en brandstof, maar ook voor het aan vrouwen uitbesteden van naaiwerk zodat die in eigen onderhoud konden voorzien. Haar reizen gaven inspiratie om in Nederland (beroeps)onderwijs voor meisjes open te stellen en werkgelegenheid voor vrouwen te bevorderen. 
In 1846 nam ze het initiatief tot de oprichting van een Leer- en Werkschool. Hier konden meisjes van arme komaf lessen volgen in naaien en andere huishoudelijke zaken. Zij ijverde voor het oprichten van industriescholen voor meisjes, het scheppen van een afzetgebied voor producten van vrouwenarbeid, en de aanstelling van vrouwelijke telegrafisten en telefonisten. Na een brief van Van der Chijs aan het bestuur van de Koninklijke Academie van Beeldende Kunsten in Amsterdam met het verzoek de academie open te stellen voor vrouwen, werden in 1865 Anna Wolterbeek en Mathilde von Stoffregen-von Zeppelin als eerste vrouwen toegelaten als volwaardig lid van de academie. Naast lezingen in binnen- en buitenland hield Van der Chijs ook redevoeringen voor de Delftse studenten. Vanaf 1869 kregen vrouwen het recht om te spreken op het Taal- en Letterkundige Congres. In 1867 werden meisjes toegelaten tot de studie voor leerling-apotheker.  
Speciale aandacht had de opleidingen voor de zuivelbereiding en de bloembollen- en groenteteelt. Dit bepleitte zij in talrijke artikelen en lezingen. Weduwe Van der Chijs werd erelid van de Maatschappij voor Bevordering van Tuinbouw in Zeeland (1864), van de Rotterdamse Maatschappij voor Kunsten en Wetenschappen (1868), en van het Nederlands Onderwijzers Genootschap (1873).

## Postume waardering
Haar aandacht voor onderwijs aan vrouwen kreeg bij de Nationale Tentoonstelling van Vrouwenarbeid 1898 aandacht. In 1998 werd door de Wageningse universiteit het Storm-van der Chijs Fonds opgericht. Dat verstrekt elke twee jaar stipendia aan talentvolle studentes. 
In 1885 werd Mienette van der Chijs opgenomen in het Sint Joris Gasthuis in Delft, waar de diagnose 'vervolgingswaanzin' werd gesteld. Zij overleed op 80-jarige leeftijd.